# Vassincourt
Vassincourt is een gemeente in het Franse departement Meuse (regio Grand Est) en telt 265 inwoners (1999). De plaats maakt deel uit van het arrondissement Bar-le-Duc.

## Geografie
De oppervlakte van Vassincourt bedraagt 7,9 km², de bevolkingsdichtheid is 33,5 inwoners per km².
De onderstaande kaart toont de ligging van Vassincourt met de belangrijkste infrastructuur en aangrenzende gemeenten.

## Demografie
Onderstaande figuur toont het verloop van het inwonertal (bron: INSEE-tellingen).